# Colin Tench

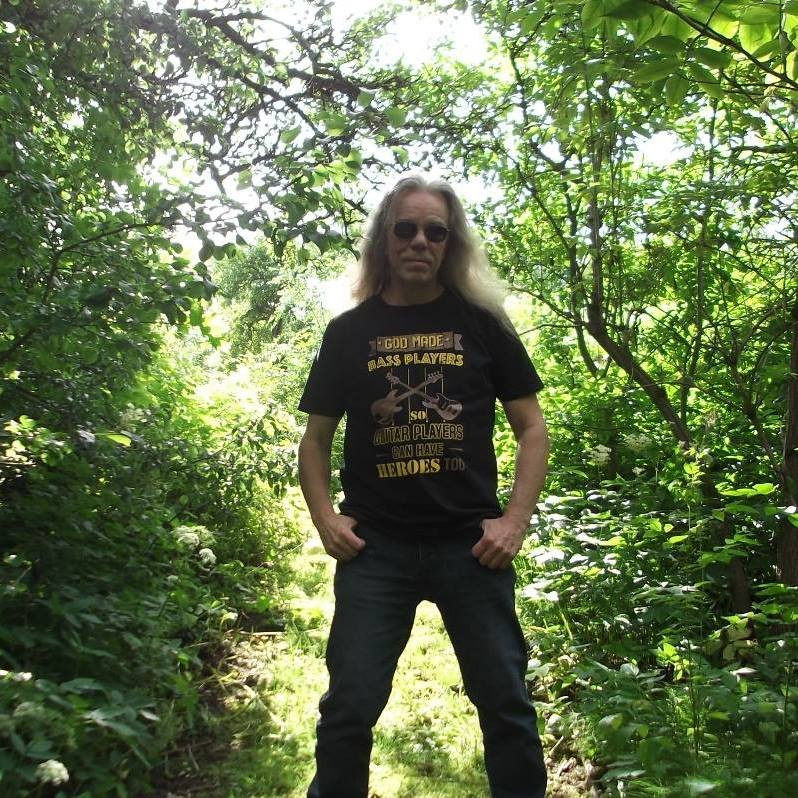
Colin Tench

Colin Tench (* 30. Mai 1954 in London, England; † 27. Dezember 2017 in London) war ein britischer Gitarrist, der vor allem als Mitglied der Progressive-Rock-Bands "CTP - The Colin Tench Project" und "Corvus Stone" bekannt wurde. Weitere Musikprojekte, an denen er mitgewirkt hat, sind Karibow und "Murky Red".

## Leben
Colin Tench wuchs in London auf. Als junger Mann ist er 1977 für 3 Jahre nach Sydney, Australien ausgewandert. Während dieser Zeit lernte er Gitarre spielen und war in dieser Zeit Bandmitglied bei 'The Pommie Gentlemen', einer Band aus englischen Mitgliedern, sowie Mitgliedern mit englischen Eltern. Er bereiste außerdem Asien sowie Afghanistan.
Colin zog daraufhin nach London zurück und wurde 1981 Bandmitglied bei 'Odin Of London', bei welcher er und John Culley (Black Widow, Cressida) in der Endauswahl waren. Die Band fand nach Jahren von Live-Auftritten kein Plattenlabel und löste sich wieder auf. 1985 nahmen Colin Tench und die ehemaligen Kollegen von Odin, Gary Derrick und Cliff Deighton mit Joey Lugassy (California) als Sänger ein Album als Band "BunChakeze" auf, welches aber bei keinem Plattenlabel Anklang fand. Finanziert wurden die Aufnahmen durch Arbeiten an einem neuen Tonstudio, bei welchen die Bandmitglieder mithalfen und als Ausgleich dafür Studiozeit erhielten. Colin gab daraufhin das Gitarre spielen auf.
25 Jahre später – 2010 – traf Colin Tench John Culley wieder. John Culley bestärkte Colin darin, die alten Aufnahmen von 1985 zu veröffentlichen und tatsächlich wurde nach 25 Jahren das BunChakeze Album "Whose Dream?" veröffentlicht.
Nun nahm die Karriere von Colin Fahrt auf. Er spielte wieder Gitarre, lernte viele professionelle Musiker kennen und gründete mit Pasi Koivu, Petri Lindstrom und Robert Wolff die Gruppe "Corvus Stone". 2012 veröffentlichte die Band ihr gleichnamiges Debütalbum. Als Gastmusiker auf diesem Album sang Blake Carpenter einige Songs. Colin wurde integraler Bestandteil von Blake Carpenters 'Oceans 5' und komponierte und spielte auf deren Album 'Return to Mingulay'. Außerdem formte Colin die Band BunChakeze neu. Nebenbei begann er an Arbeiten für seine Band "The Colin Tench Project". Außerdem war er als Toningenieur für den Sound des Murky Red Albums "Time Doesn't Matter" verantwortlich.
Ab dieser Zeit war Colin Tench sehr beschäftigt. So veröffentlichte er die Corvus Stone Alben "Corvus Stone II" und "Unscrewed" und war bei den Bands "Coalition" und "Transmission Rails" beschäftigt. Ebenso spielte er Gitarre in Andres Guazzelli's Symphonic Rock Musikstück "Wish You Could Hear". Des Weiteren mixte er das Murky Red Album "No Pocus Without Hocus". Er wurde außerdem Mitglied im Projekt "United Progressive Fraternity" bei welchem u. a. Jon Anderson und Steve Hackett Mitglieder sind.
2016 veröffentlichte er das von Kritikern hoch gelobte "Colin Tench Project" Album "Hair in G-String (Unfinished But Sweet)", welches viele verschiedene Stilrichtungen umfasste und nicht einzig dem Progressive Rock zuzuordnen ist. Auf diesem Album spielten Gastmusiker wie Peter Jones (Camel, Tiger Moth Tales), Oliver Rüsing (Karibow) und Phil Naro (Tallas, Peter Criss).
2017 nahm Colin Tench mit seinen Bandkollegen das Colin Tench Project Album "minor Masterpiece" mit Gastmusikern wie Joe Vitale (Eagles), Peter Jones und Christo Pellani (Air Supply) auf, welches am 23. Dezember 2017 als Download-Variante veröffentlicht wurde. Die CD-Veröffentlichung dieses Albums am 30. Januar 2018 hat Colin Tench nicht mehr selbst erlebt.
Colin Tench verstarb am 27. Dezember 2017 eines natürlichen Todes.

## Spielstil
Colin war ein sehr vielseitiger Gitarrist, welcher sowohl Stakkato-Noten, Flamenco, Folk sowie viele andere Stilrichtungen beinhaltete. Dies ist erstaunlich, da er 25 Jahre keine Gitarre spielte und eigentlich mit dem Musikbusiness abgeschlossen hatte.

## Diskografie
- 2018 - Colin Tench Project, minor Masterpiece
- 2016 - Colin Tench Project, Hair in a G-String
- 2016 - Karibow, Holophinium
- 2016 - Coalition, Bridge Across Time
- 2015 - Corvus Stone, Corvus Stone Unscrewed
- 2014 - Corvus Stone, Corvus Stone II
- 2013 - Andres Guazzelli, Wish You Could Hear
- 2013 - Andy John Bradford's Oceans 5, Return To Mingulay[9]
- 2012 - The Ministrel's Ghost, The Road To Avalon
- 2012 - Corvus Stone, Corvus Stone
- 2010 - BunChakeze, Whose Dream?[10]